# Синиша Дражић
Синиша Дражић (Жабаљ, 16. децембар 1967) је српски шаховски велемајстор.

## Каријера
Синиша Дражић је постао међународни мајстор шаха 1991. а велемајстор 2000. године.

### Највећи успеси на шаховским турнирима
- 1994 — Клиши (прво место)[1]
- 1998 — Шаховски турнир у Вајк ан Зеу
- 2000 — Чезенатико (подела првог места)
- 2001 — Нови Сад (прво место)
- 2001 — Милано (подела првог места)
- 2001 — Брато, Ломбардија (подела првог места)
- 2002 — Бачка Паланка (подела првог места)
- 2004 — Милано (прво место)
- 2004 — Басано дел Грапа (прво место)
- 2005 — Нови Сад (прво место)
- 2005 — Кортина д'Ампецо (подела првог места)
- 2005 — Падова (подела првог места)
- 2006 — Фалконара Маритима (прво место)
- 2006 — Ђаково (подела првог места)
- 2007 — Ел Саузал, Тенерифе (подела првог места на брзопотезном турниру)
- 2007 — Сенигалија (друго место)[2]
- 2007 — Милано (подела првог места)
- 2007 — Монти (подела првог места)
- 2007 — Нови Сад (подела првог места)
- 2007 — Врњачка Бања (подела првог места)
- 2008 — Задар (прво место на Задар Опену)[3]
- 2008 — Сплит (прво место на „Меморијалу Дон Ивана Цвитановића“)[4]
- 2008 — Олбија (подела првог места)
- 2008 — Зрењанин (подела првог места)
- 2009 — Вуковар (прво место)
- 2010 — Пула (треће место на „Пула опену“)[5]
- 2010 — Параћин (прво место на турниру „Урош Динић“)[6]
- 2011 — Бергамо (прво место)[7]
- 2012 — Зеница (друго место)[8]
- 2012 — Пула (пето место)[9]
- 2013 — Сента (прво место)[10]
- 2014 — Нови Сад (пето место на 5. Међународном првенству Војводине)[11]
- 2014 — Сплит (треће место)[12]
- 2015 — Петровац (друго место)[13]
- 2016 — Стара Пазова (треће место)[14]
- 2017 — Брчко (прво место)[15]
- 2018 — Скопље (друго место на "Карпош Опену")[16]
- 2019 — Шипраге (друго место)[17]
- 2019 — Ратково (прво место на Меморијалном шаховском турниру "Милош Ракић")
- 2021 — Бечеј (друго место)[18]
- 2021 — Ниш (прво место на турниру "Опен Палилула Ниш")[19]
- 2022 — Суботица (прво место на турниру "Кућа здравља")[20]
- 2022 — Нови Сад (прво место на турниру Милан Илић Брадоња")[21]
- 2023 — Ловћенац (прво место на турниру убрзаног шаха)[22]
- 2023 — Скопље (прво место на "Алкалоид рапид опен" турниру убрзаног шаха)[23]
- 2023 — Пожега (прво место)[24]
- 2024 — Пожега (од трећег до шестог места)[24]

Дражић је постао ветерански шампион Србије у Новом Саду (2023). На Светском првенству у убрзаном и брзопотезном шаху у Самарканду (Узбекистан), одржаном у периоду од 26-30. децембра 2023., Дражић је освојио 140. место у убрзаном шаху и 172. место у брзопотеном шаху.